# Lyudmila Galkina
Lyudmila Ivanovna Galkina (Saratov, 20 de janeiro de 1972) é uma ex-atleta russa, campeã mundial do salto em distância. Conquistou a medalha de ouro no Campeonato Mundial de Atletismo de 1997 em Atenas, Grécia, com sua melhor marca pessoal – 7,05 m. Também foi campeã mundial indoor em Barcelona 1995.